# Wheaton (Kansas)
Wheaton é uma cidade localizada no estado americano de Kansas, no Condado de Pottawatomie.

## Demografia
Segundo o censo americano de 2000, a sua população era de 92 habitantes.
Em 2006, foi estimada uma população de 91, um decréscimo de 1 (-1.1%).

## Geografia
De acordo com o United States Census Bureau tem uma área de
0,4 km², dos quais 0,4 km² cobertos por terra e 0,0 km² cobertos por água.

## Localidades na vizinhança
O diagrama seguinte representa as localidades num raio de 28 km ao redor de Wheaton.